# Centuria I. Plantarum
Centuria I. Plantarum (abreviado Cent. Pl. I) es un libro con descripciones botánicas, escrito por el científico, naturalista, botánico y zoólogo sueco Carlos Linneo en el año 1755.